# Maske

Moderne Maske aus Gips

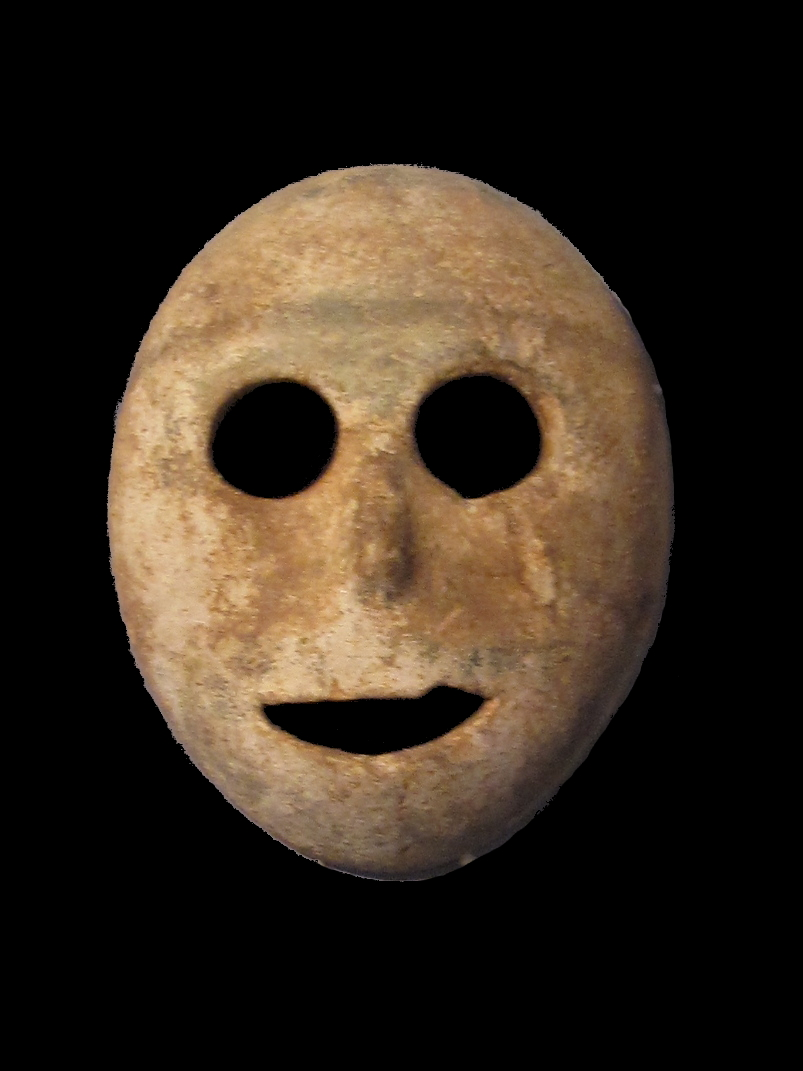
Steinmaske aus der vorkeramischen Jungsteinzeit um 7000 v. Chr., eine der ältesten Masken der Welt (Musée Bible et Terre Sainte, Paris)

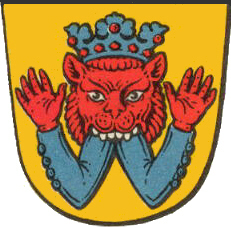
Löwenmaske: Wappen von Ehrsten

Eine Maske (von arabisch مسخرة, DMG masḫara ‚Narr, Posse, Hänselei, Scherz‘) ist eine Gesichtsbedeckung, die meist in Theater und Kunst sowie zu rituellen und religiösen Zwecken, häufig durch eine Verkleidung oder Kostümierung ergänzt, verwendet wird. Als Schutzmaske kann sie dem Schutz des Gesichts oder Teilen davon dienen. Die Bezeichnung Maske wird allgemein auch für eine Verhüllung des Körpers verwendet, von der Halbmaske bis zur Ganzkörpermaske. Bei Theater und Film wird der Arbeitsbereich von Maskenbildnern als „die Maske“ bezeichnet, ihre Tätigkeit als „Maske machen“, dazu gehört vor allem das Schminken.
Ihrem Ursprung nach waren Masken vor dem Gesicht getragene plastische Gebilde aus natürlichen Materialien wie Pflanzenteilen, Leder, Holz, Ton oder Tuch (siehe auch Larve). In neuerer Zeit werden Masken vorwiegend aus Kunststoffen hergestellt. Eine Maske kann sehr unterschiedliche Aufgaben in verschiedenen Zusammenhängen erfüllen, so kann sich ihr Träger mit ihrer Hilfe in eine dargestellte Figur verwandeln (siehe beispielsweise Tierrollenspiel), oder die Maskierung ermöglicht die Einübung neuer oder übernommener sozialer Rollen.

## Rituelle Masken
Die Wurzel der Maske liegt in religiöser Handlungen (Kulten). So werden Masken noch heute bei ethnischen Gruppen und indigenen Völkern bei rituellen Tänzen benutzt, um Schutzgottheiten anzubeten oder böse Geister abzuschrecken. Die Maske, die das Gesicht bedeckt oder als Kopfaufsatz getragen wird, ist nur ein Teil dessen, was in den meisten ethnischen Kulturen darunter verstanden wird. Die Kostüme aus Stoffen oder Pflanzenfasern sind unabdingbarer Teil der gesamten Maske. Auch geschnitzte Masken sind Formen der plastischen Kunst, vor allem sind sie Bestandteil eines Rituals beziehungsweise eines Maskenauftrittes oder eines Tanzes. Dabei werden Wesenheiten, Hilfsgeister oder personifizierte Naturkräfte, die zwischen der Welt der Menschen und der der Götter und Ahnen vermitteln, lebensnah und eindrücklich dargestellt.
Maskenauftritte spielten in den Königreichen Afrikas eine wichtige Rolle: Ihre Auftritte sind Erscheinungsformen unterschiedlicher Systeme von Erziehung, Belehrung, sozialer, kultureller und wirtschaftlicher Integration, aber auch sozialer Kontrolle bis zur richterlichen und strafenden Funktion sowie Ausübung und Regulierung politischer Macht. Die Träger einer Maske werden bis heute nicht einfach als verkleidete Menschen angesehen, sie treten für die am Ritual teilnehmenden Personen mit den Geistern oder Ahnen in Verbindung. Die Maskenträger „sprechen“ mit den Geistern durch ein Mirliton mit verzerrter Stimme. Die Igbo in Nigeria verwenden bei ihren Maskentänzen stattdessen die Flöte Oja zur Kommunikation. Der Flöte und den Charaktermasken wird eine magische Kraft zugesprochen. Die Herstellung einer Maske geschah und geschieht deswegen oft unter Beachtung ritueller Vorschriften und in aller Abgeschiedenheit. Masken konnten beopfert oder mit einer besonderen Kraftladung versehen werden.

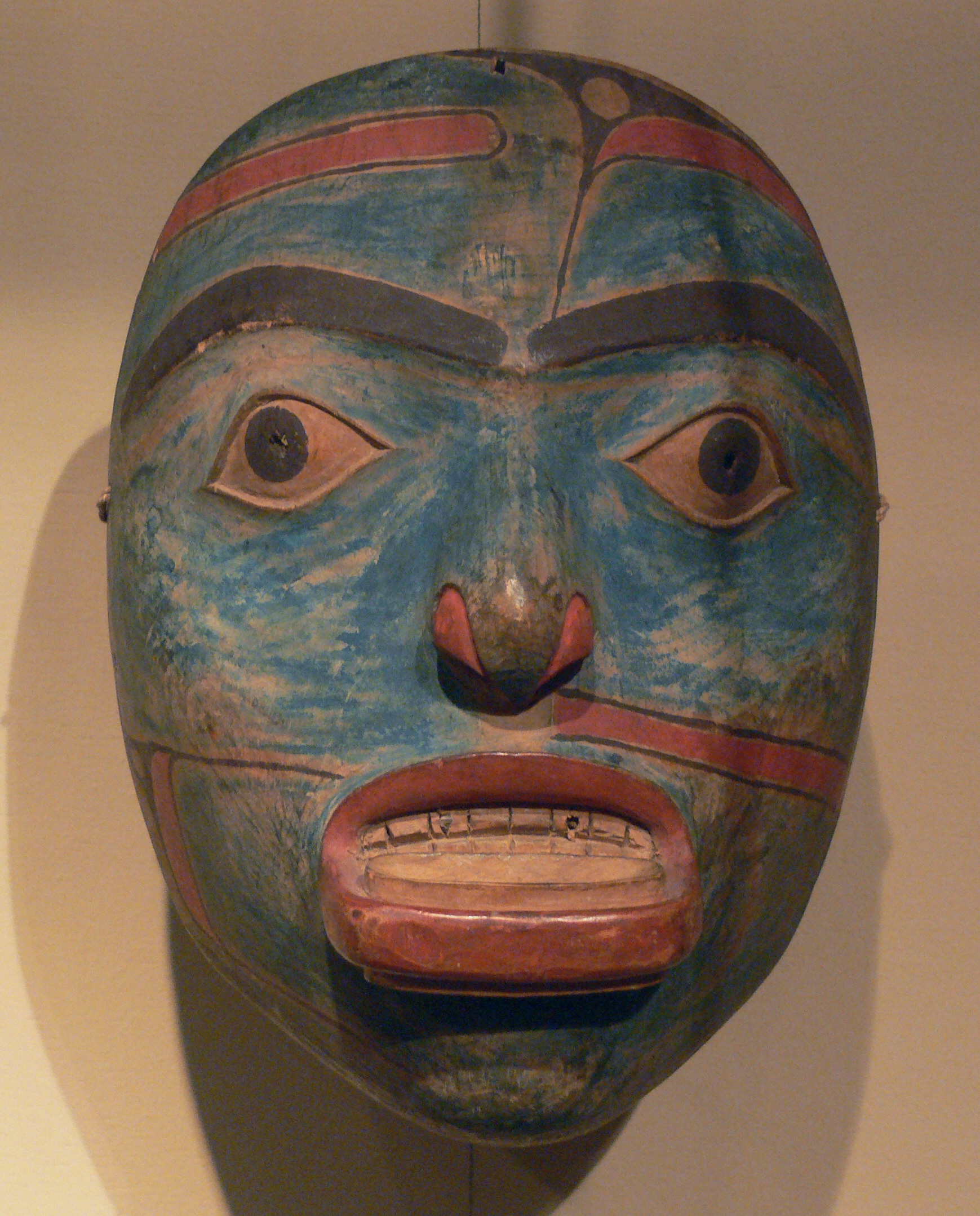
Maske einer mythischen Ahanfrau der Haida. Ethnologisches Museum Berlin, 1837 erworben.

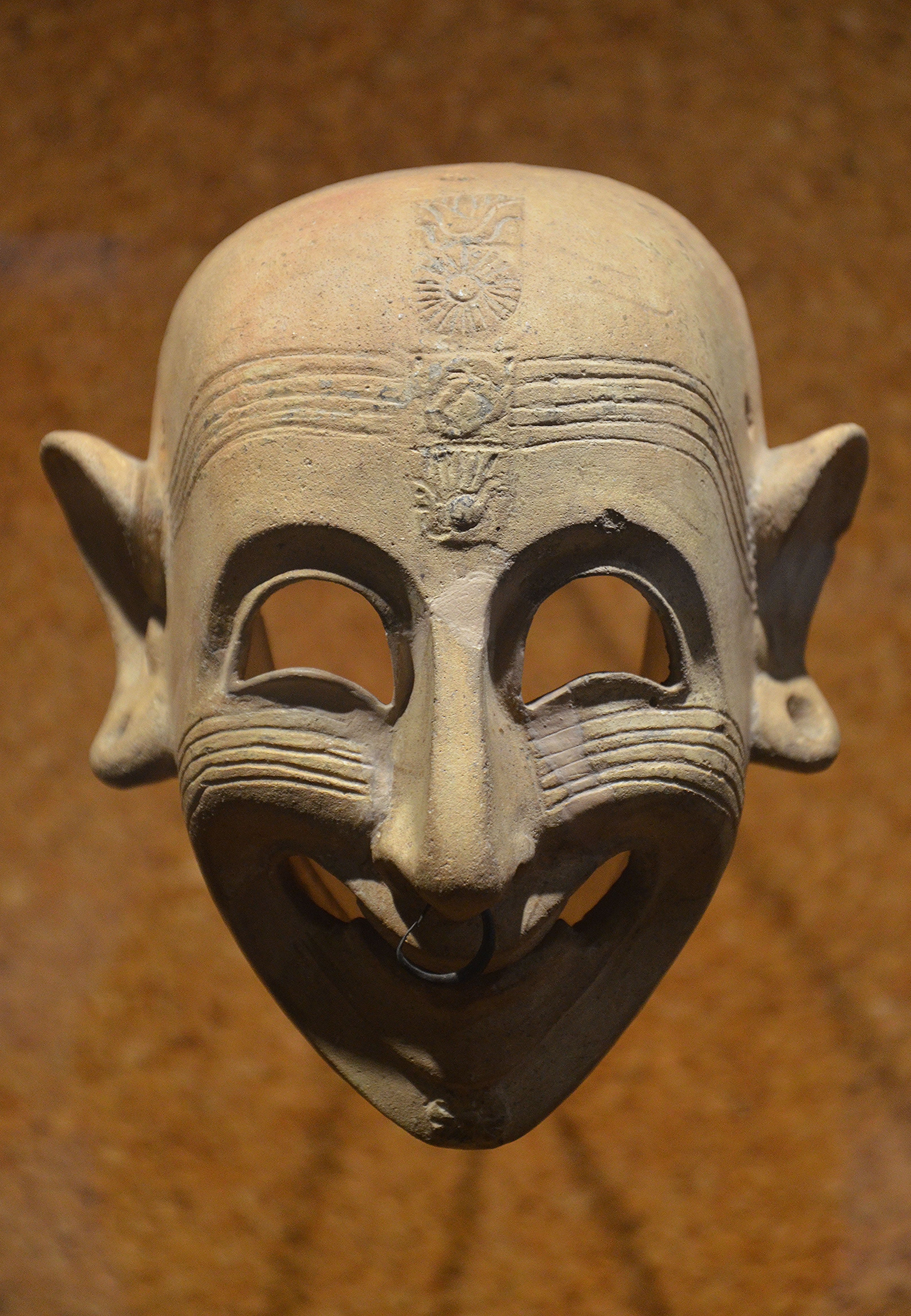
Punische Maske aus San Sperate, Sardinien, 4. Jahrhundert v. Chr.

Beispielsweise bei den Hopi und anderen Indianervölkern stellen sorgfältig maskierte Tänzer bei Ritualen ihre Ahnen- und Naturgeister dar.

### Totenmasken
Seit der Antike werden auch Totenmasken angefertigt. Im Gegensatz zur heutigen Verwendung als Erinnerung an den Verstorbenen sollten sie ursprünglich Unheil abwehren oder hatten eine spirituelle Funktion. Das berühmteste Beispiel hierfür ist wohl die Totenmaske des Tutanchamun.

### Schamanische Masken
Aus der Altsteinzeit sind Felszeichnungen von Tier-Mensch Wesen bekannt, die als Schamanen gedeutet werden können, beispielsweise Felsmalereien, Les Trois Frères, Mischwesen aus Mensch und Tier aus der archäologischen Kulturstufe des Magdalénien um 15.000 v. Chr. Dabei ist die schamanistische Deutung von Tier-Mensch-Felszeichnungen nicht eindeutig, weil Tierschädel (ohne und mit Fell) als Kopfmasken bei vielen Völkern bis ins 20. Jahrhundert in Gebrauch waren, es könnte sich also auch um abgebildete Jagdszenen handeln. Allgemein herrschte jedoch bei den Völkern, die den Schamanismus kannten, die Vorstellung, dass eine Maske ihrem Träger den Zugang in eine andere Welt verschaffe, indem er sich mit der Verdeckung identifiziert, z. B. mit einem Totemtier, oder sich in die Wesenheit verwandelt, welche die Lave darstellt (sog. Transformationsmaske), und sich deren Kräfte aneignet.

### Schutzmasken
Manche Maskierungen sollen dem rituellen Schutz des Trägers dienen. Maskenhafte dämonische Fratzengesichter und Schreckbilder finden sich auch in der Architektur mittelalterlicher Kirchen, z. B. in Form von Blattmasken (Gorgonenhaupt, engl. Green Man); sie sollen apotropäische Wirkung haben und Unheil abwehren.

## Theater: Utensil und Schminke

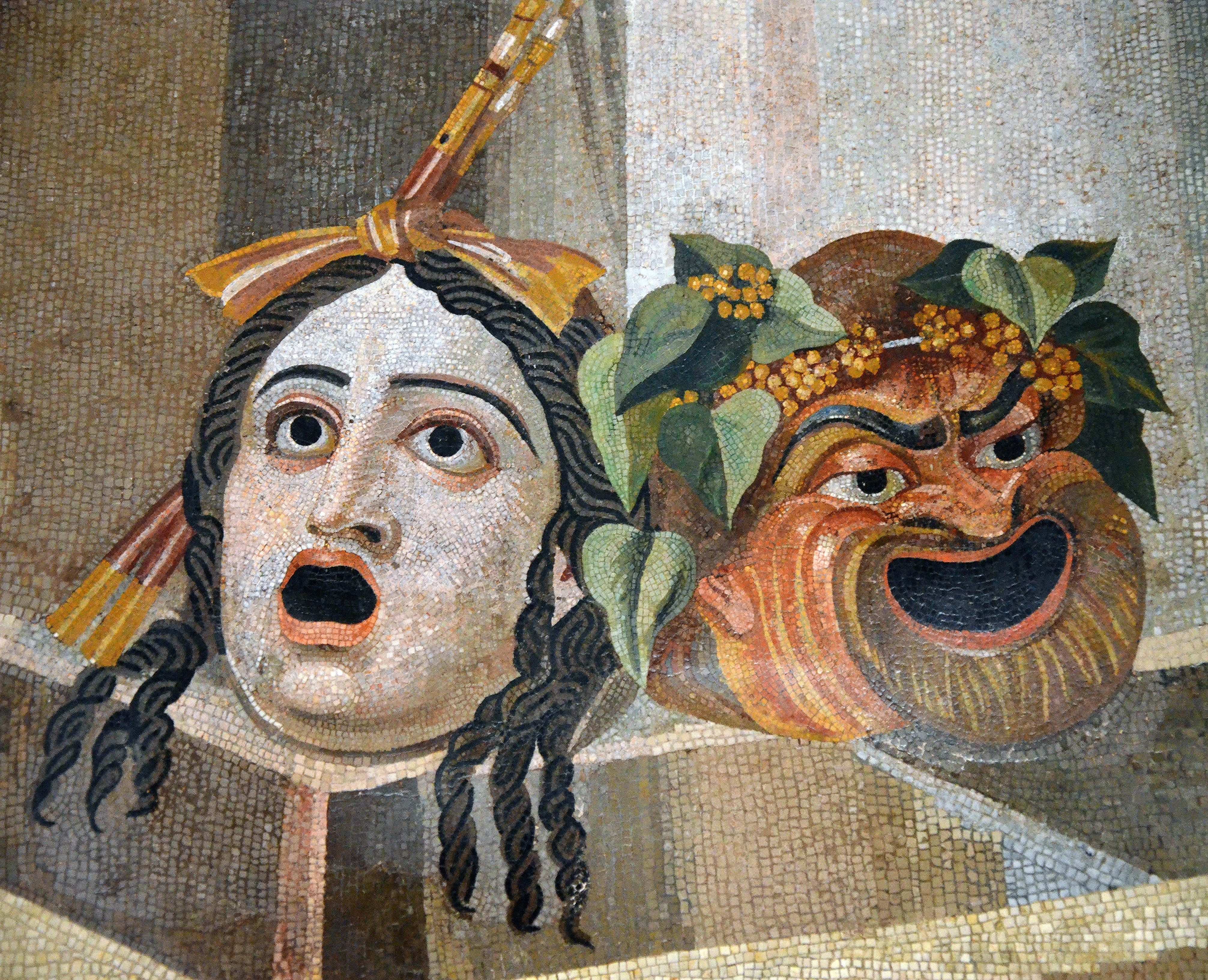
Römische Theatermasken als Gargoyles (Museo Capitolino, Mosaik, um 100 v. Chr.)

Im antiken griechischen Theater benutzten die Schauspieler typisierte Masken, um die Gefühle ihrer Rollen besser zum Ausdruck zu bringen. Diese Art der Maske wird als persona bezeichnet.
In vier festen Ledermasken, die eindeutige Typen belegen – die bekanntesten sind der Harlekin und der Bajazzo –, bestehen sie seit der Renaissance in der Commedia dell’arte weiterhin fort. Maske steht dann wegen der Gesichtsbedeckung auch für die sie tragende Figur oder Rolle als Ganzes, in der Folge auch für eine kostümierte Person etwa im Karneval in Venedig.
Im japanischen Theater (etwa im Nō) und in der chinesischen Oper gibt es sowohl starre Masken als auch maskenhafte Make-ups.
Übertragen wurde bis in das 19. Jahrhundert der Begriff Maske auch für die Kombination von Halbmaske, Kostüm und Rolle für bestimmte Rollentypen gebraucht: Die so genannten Charaktermasken stellten beispielsweise den Doktor oder den Hans Wurst dar, die so genannten Nationalmasken den Franzosen oder den Spanier.
Heute wird die Maske (im Sinne einer „Gesichtsverkleidung“) im Theater und Film oft nur noch geschminkt, da sehr wenige Maskenbauer in der Kunst der Herstellung der Theatermaske bewandert sind. Hinzu kommt, dass an den Regie- und Schauspielschulen in Deutschland die stark stilisierte Kunstrichtung des Spiels mit der Maske nicht umfassend gelehrt wird.
In Anlehnung an all diese Masken wird auch heute noch bei Theater und Film der Raum, in dem der Maskenbildner arbeitet (wobei die Schauspieler dort meist nur geschminkt, frisiert, verkleidet und zurechtgemacht werden), einfach als „die Maske“ bezeichnet. Das Spiel mit einer Maske wird heute im Theater zusätzlich gezielt in einzelnen Szenen genutzt, z. B., um menschliche Gefühle und Vorstellungen, Transzendentes oder Traumwirklichkeiten darzustellen. Hier ermöglicht das Maskenspiel eine körperbetonte, ausdrucksstarke und poetische Form des Theaterspiels. Sobald das Gesicht bedeckt ist, treten der Körper und die Bewegung in den Vordergrund. Bei einer Vollmaske steht auch die Sprache nicht mehr zur Verfügung, was neue Möglichkeiten des Ausdrucks eröffnet.
Im Bereich der Theatermaske arbeiten namhafte, sehr spezialisierte Künstler wie Stefanie Buss, Stephanie Hermes, Fratinelli de Marchi, Donato Sartori, Erhard Stiefel und Lars Maué. Das Spiel mit der Theatermaske wird in Skandinavien, in den USA und in Italien von namhaften Gruppen gepflegt. Das Berliner Maskentheater Familie Flöz feiert mit seinen Auftritten im In- und Ausland große Erfolge.
Jacques Lecoq entwickelte seine Theaterlehre ausgehend vom Begriff der „neutralen Maske“. Das Studium des Schauspiels an der von ihm gegründeten École Internationale De Théatre Jacques Lecoq beginnt mit dem Bespielen der neutralen Maske. Anschließend werden Masken der Commedia dell’arte unterrichtet, am Ende des Unterrichtsjahres wird mit der roten Nase, der kleinsten Maske der Welt, gespielt. Die rote Nase wird von Clowns sowohl im Zirkus als auch im Theater als Maske verwendet.

### Komödien- und Tragödienmaske als Symbol

Symbol für das Theater, Maskenpaar: Traurige Tragödie und lustige Komödie

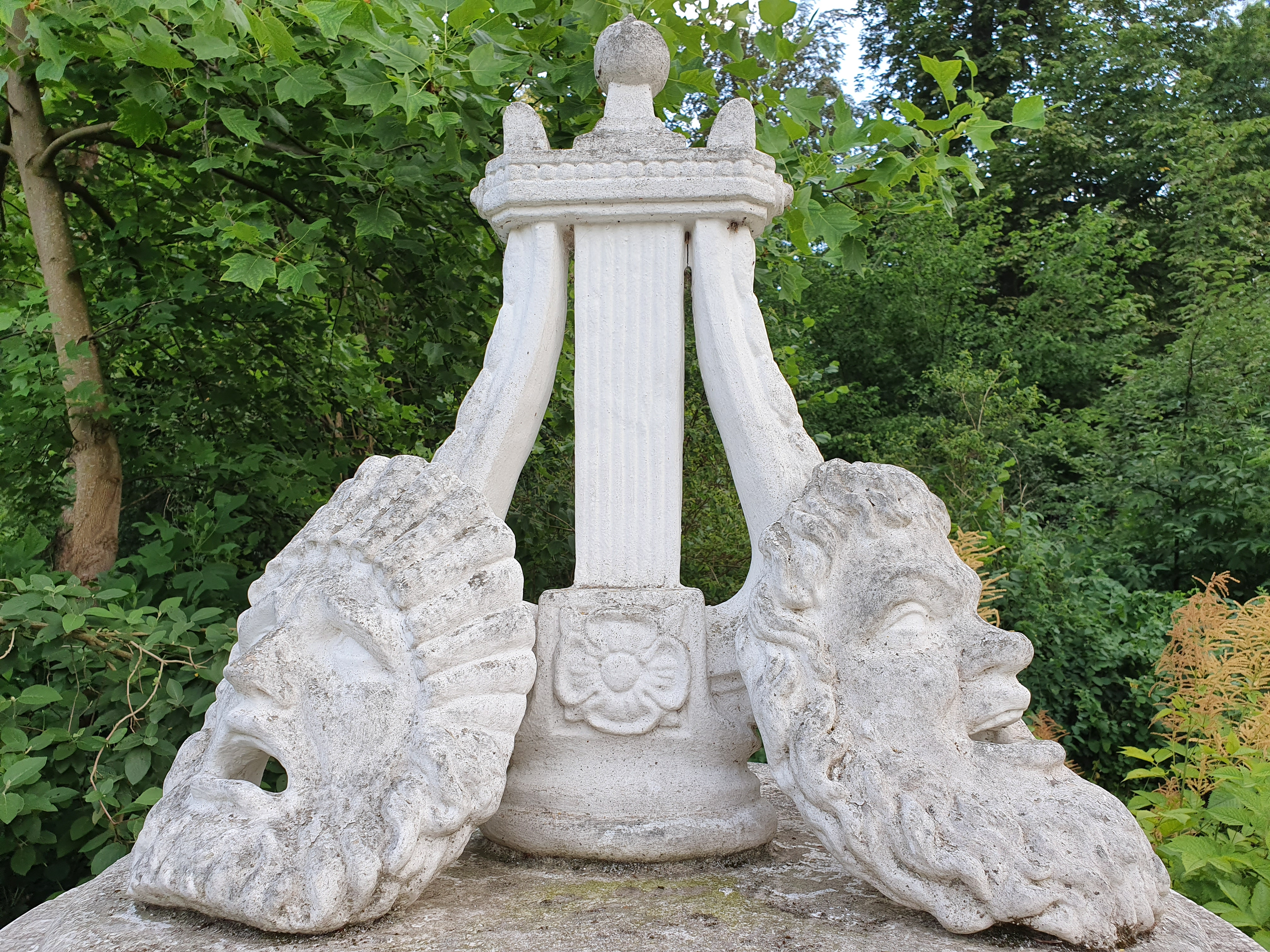
Mozart-Denkmal Tiefurt mit Theater-Maskensymbolen.

Das Maskenpaar der lachenden und eine weinenden Maske (Komödie und Tragödie) ist seit der griechischen Antike Sinnbild für das dramatische Theater. Im abendländischen Kulturkreis wird es bis heute in Publikationen als Piktogramm für die darstellenden Künste verwendet. In unserer Zeit werden in diesem Symbol üblicherweise neben dem Theater im Allgemeinen auch Ballett und Oper mit erfasst.
Der weinenden Maske wird oft der Name Melpomene zugeschrieben, nach der Muse der Tragödie, während die lachende Maske nach Thalia, der Muse der Komödie, benannt ist, wobei die Musen oft mit ihren jeweiligen Masken dargestellt werden. Sie wurden häufig mit Socken und Halbstiefeln dargestellt, die auch als Symbol für Komödie und Tragödie galten, weshalb die Masken im Englischen zuweilen als Sock and Buskin bezeichnet werden.
Die Masken werden mitunter in Verbindung gebracht mit dem griechischen Gott Dionysos, dem Gott des Weines, da Weingenuss überschäumende Emotionen hervorrufen kann, und dem römischen Gott Janus, dem Gott mit zwei Gesichtern.

## Brauchtum

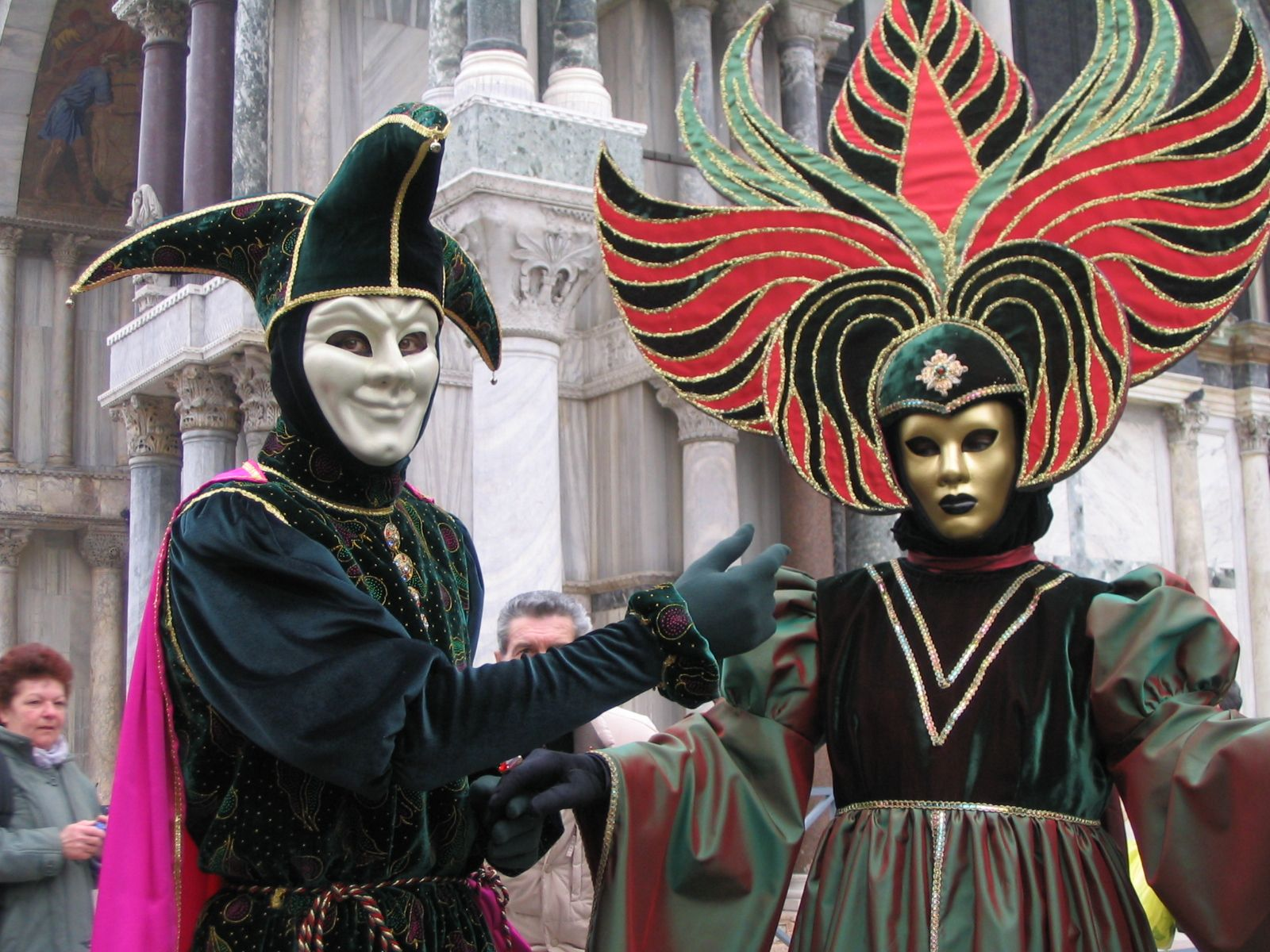
Maskierte Teilnehmer am Karneval von Venedig (2004)

Gesichtsmasken und Gesamtverhüllungen finden sich heute noch im Brauchtum des gesamten Alpenraums und im benachbarten schwäbisch-alemannischen Raum (dort auch Larve oder Scheme genannt), insbesondere zu Fas(t)nacht oder Silvesterbräuchen.
Seit dem europäischen Mittelalter verdrängte immer mehr die Schminkmaske feste Masken. Lediglich bei der Figur des Clowns im Zirkus, als Kostüm im Karneval, Fastnacht, Fasching, Halloween und vereinzelt in der Pantomime lebt die starre Maske im europäischen Raum weiter.

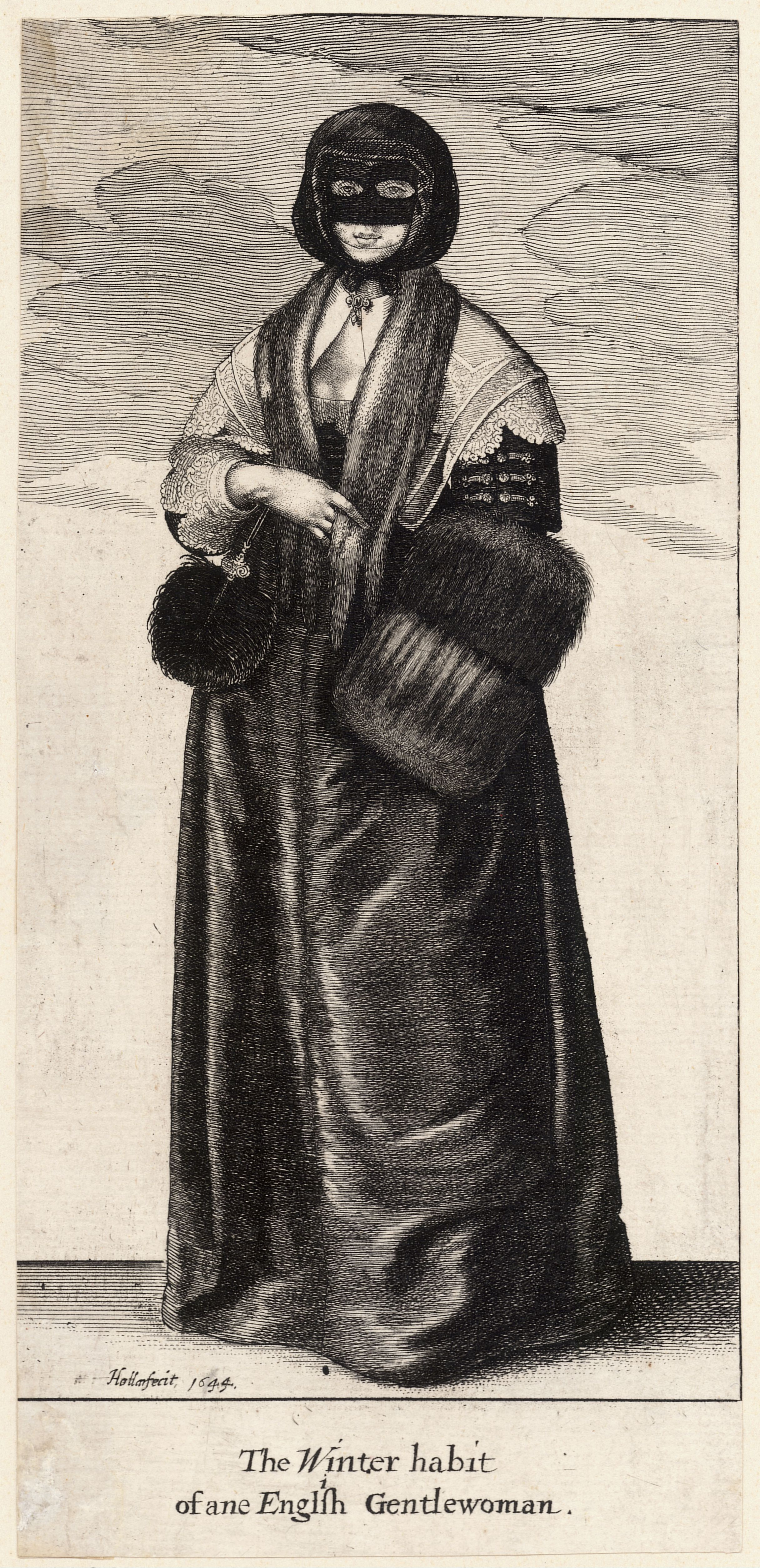
Englische Dame im Winter-Habit (mit Muff und Maske), Stich von Wenzel Hollar, um 1630.

Die Halbmaske ist vor allem beim Karneval in Venedig beliebt. Sie bedeckt nur einen Teil oder eine Hälfte des Gesichts und war ursprünglich eine Theater- oder Sprechmaske. Eine Halbmaske erleichterte den Schauspielern das laute und deutliche Sprechen, beispielsweise in der italienischen Commedia dell’arte. In Gebrauch sind Halbmasken auch in der Basler Fasnacht für die Piccolo-Spieler der Pfeiffergruppen (siehe Basler Künstlerlarve).
Halbmasken wurden zu verschiedensten Gelegenheiten getragen, um Anonymität zu wahren und nicht erkannt zu werden (Inkognito), im 17. und 18. Jahrhundert auch außerhalb der Karnevalszeit. Zu jener Zeit war die Halbmaske darüber hinaus ein elegantes und nützliches Mode-Utensil, mit dem vornehme englische oder französische Damen ihre Haut vor Sonnenstrahlen oder winterliche Kälte schützten (Cachenez, Moretta muta).

## Bildende Kunst

### Architektur
In der Architektur wurde die Maske in der Gotik, Renaissance und im Barock gerne als Bauschmuck Wasserspeier, Türklopfer, Schlussstein usw. verwendet. Ein Beispiel dafür sind die Kriegermasken am Berliner Zeughaus von Andreas Schlüter 1697.

### Kunst der Renaissance und des Barock
Die Maske wird in Allegorien des 16. bis 18. Jahrhunderts als visuelles Symbol der Täuschung und des Betrugs verwendet, beispielsweise in Bildern von Agnolo Bronzino oder Baldassare Franceschini, genannt Il Volterrano. Spätestens seit dem frühen 17. Jahrhundert findet man sie auch als Attribut von Personifikationen der künstlerischen Imitation und Simulation, speziell der täuschenden Kraft der Malerei. Viele dieser symbolischen Verwendungsarten der Maske sind durch die Ausstattung entsprechender Allegorien in der Iconologia des Cesare Ripa bestimmt (vgl. Leuschner 1997).

### Moderne Kunst
Ethnologische Ritualmasken aus der Südsee, Papua-Neuguinea und anderen Bereichen der Welt hatten einen großen Einfluss auf Maler und Bildhauer der Moderne, wie zum Beispiel Pablo Picasso.

## Musik
Mit den verschiedenen Musikstilen verbindet man ein bestimmtes Erscheinungsbild, das auch die Kostüme umfasst. Darüber hinaus kann eine beim Konzert getragene Maske mit den Inhalten oder Stimmungen von Musik in Beziehung stehen. So erregte die britische Rockgruppe Genesis in den 1970er Jahren bei einem ihrer Auftritte Aufsehen, als ihr Frontmann Peter Gabriel verschiedene Masken nutzte (die eines Fuchses und die eines alten Mannes), um eine bestimmte Atmosphäre zu erzeugen oder aber um das „lyrische Ich“ eines Liedes darzustellen.
Als fester Bestandteil des Bühnenoutfits haben Masken einen hohen Ausdrucks- und Wiedererkennungswert, etwa die stark geschminkten Gesichter von Heavy-Metal-Bands (Kiss, King Diamond, Mayhem, Slipknot, Marilyn Manson) oder die feste Pandamaske des Sängers von Cro, die gleichzeitig seine Identität verbirgt. Das Markenzeichen des Berliner Rappers Sido ist eine verchromte Totenkopf-Maske, die er zu Beginn seiner Karriere bei Auftritten trug und mit der er provozieren wollte. In ähnlicher Absicht „maskierte“ sich lange Zeit in extremer Weise Lady Gaga.

## Populärkultur

### Spielfilme und Serien
In der Unterhaltungsform des Spielfilms werden gesichtsverdeckende Masken als Stilmittel eingesetzt. Die 1919 in den USA erfundene literarische Figur des Zorro, ein „Rächer der Armen“ mit schwarzer Maske, wurde ab den 1920ern mehrfach zur Hauptfigur in Filmen, später auch von Fernsehserien. Masken dienen zur Verstärkung der Wirkung eines Protagonisten, sowohl von positiv besetzten Helden als auch von Film-Schurken. In dem Film Die Maske (1994) mit Jim Carrey spielt eine Art Zaubermaske eine tragende Rolle, die dem Träger magische Kräfte verleiht. Eine der berühmtesten Masken der Filmgeschichte trägt der extrem negativ besetzte Charakter Darth Vader in den Filmen der Star-Wars-Reihe. In manchen Comic-Verfilmungen wird der Held – oder sein meist krimineller Widersacher – fast nur oder meist maskiert gezeigt, etwa in der Batman-Filmreihe.

### Comics
In Comics und Comicverfilmungen bzw. Animes spielen Masken besonders im Bereich der Helden- und sogenannten Superhelden-Geschichten eine Rolle zur Steigerung der Wirkung von Figuren. Dabei können, etwa bei den weit verbreiteten Marvel-Comics, die Masken auch Teil eines Ganzkörperanzugs sein und sind farblich bzw. stilistisch ebenso wie dieser gestaltet. Bekannte Beispiele sind die Figuren Batman und Spiderman.
Vereinzelt kann es auch zu Rückkopplungseffekten von fiktionaler Handlung auf das Geschehen in der realen Welt kommen. So entlehnte die anonyme politische Protestbewegung Anonymous ihre bekannten Gesichtsmasken (siehe unten) der Graphic Novel V wie Vendetta.

## Vermummung

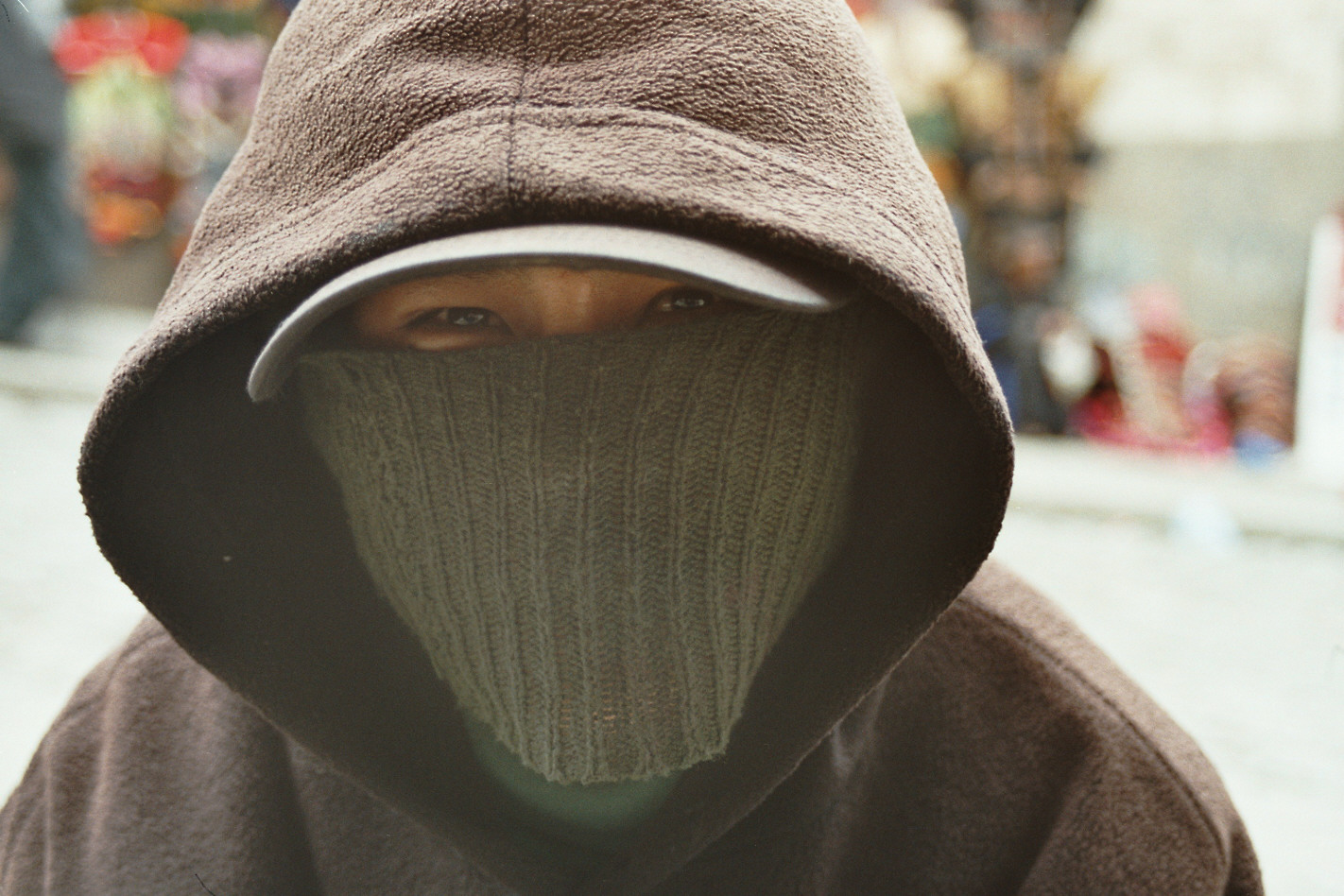
Schuhputzer in La Paz

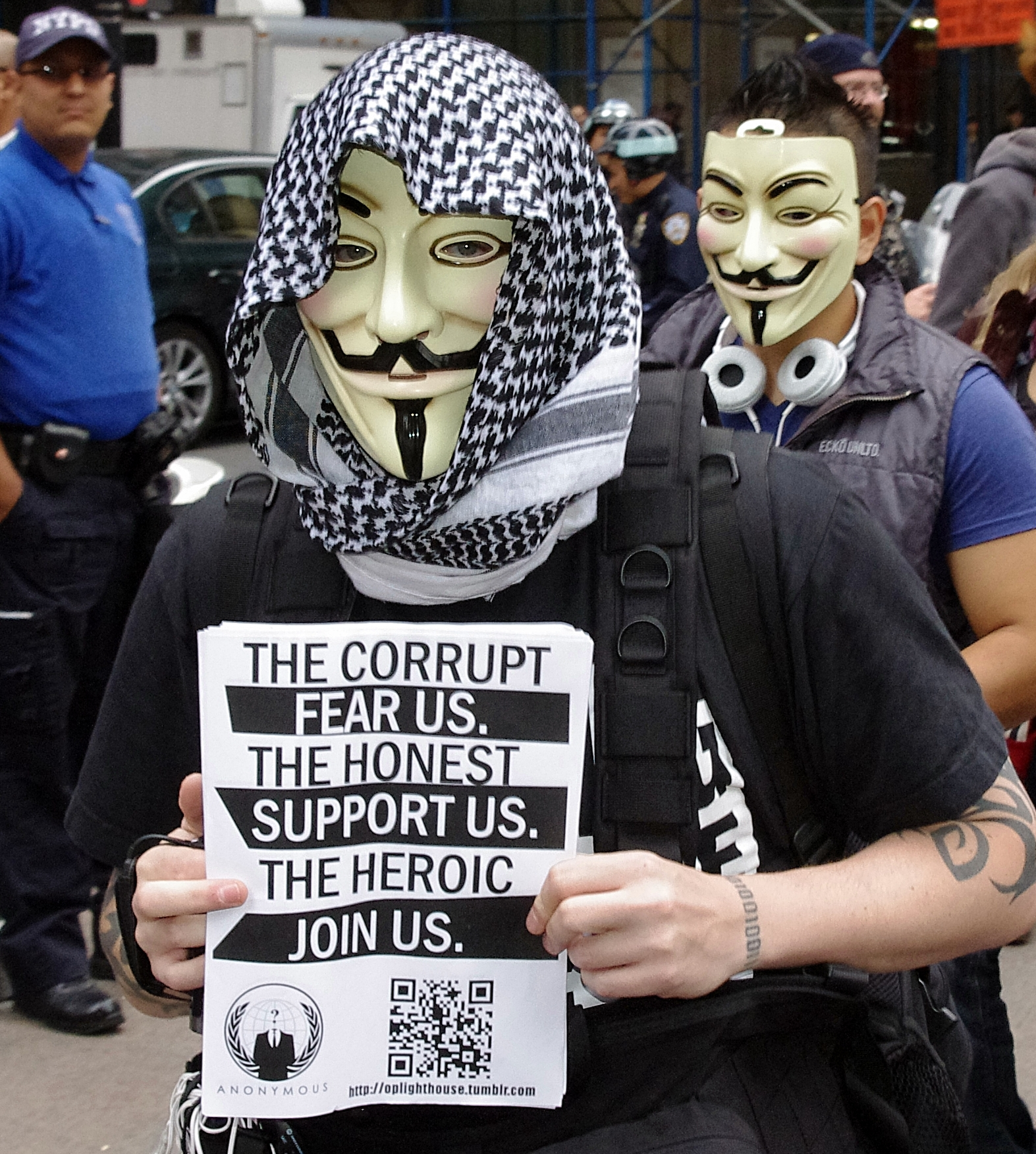
Anonymous-Aktivist mit typischer Guy-Fawkes-Maske, die einem britischen Revolutionär nachempfunden ist.

Kriminelle verwenden des Öfteren Masken, um nicht erkannt zu werden. In vielen Kulturen und Staaten ist es strafmaßerhöhend, wenn man bei der Begehung einer Straftat maskiert ist. In einigen Ländern wird auch das Tragen von Masken während Demonstration und Versammlungen unter Strafe gestellt (Vermummungsverbot).
Die Unkenntlichmachung durch Masken wird auch von nicht-kriminellen Gruppen genutzt. So insbesondere von Sondereinheiten der Polizei oder des Militärs, um durch eine Anonymisierung das Erkanntwerden und die Gefahr von Racheakten gegen ihre Mitglieder zu minimieren. Typischerweise findet hier die Sturmhaube Verwendung.
Die Guy-Fawkes-Masken werden gelegentlich von Teilnehmern an Demonstrationen getragen, beispielsweise im Rahmen der Occupy-Wall-Street-Bewegung.
Vor Gericht werden gefährdete Zeugen unter Umständen durch das Tragen einer Maske geschützt.
Auch in der Ratesendung Was bin ich? kamen Masken zum Einsatz, um den prominenten Gast nicht erkennbar zu machen.
Schuhputzer in der bolivianischen Stadt La Paz verhüllen ihr Gesicht, weil die Arbeit in diesem Bereich als gesellschaftliche Schande gesehen wird.

## Schutzmasken
Durch den Einsatz von Schutzmasken soll eine Schädigung zuvörderst des Gesichts – konkret: der dortigen Haut und der Augen – und dann ggf. (über die Nase) auch der Atemwege und der Lunge durch Noxen, wie insbesondere Chemikalien, Hitze, Kälte, Staub, Splitter oder zu starkes Licht (welches z. B. beim Schweißen entsteht), vermieden werden. Typische Beispiele für solche Schutzmasken sind die Atemschutzmaske und der medizinische Mund-Nasen-Schutz.
Auch im Bereich des Sports kommen Schutzmasken zum Einsatz; so benutzen beispielsweise Taucher unter Wasser spezielle Tauchmasken. Auch in anderen Sportarten werden Schutzmasken verwendet, z. B. beim Fechten, bei Paintball oder Airsoft, beim Lucha Libre, im American Football und im Hockeysport (Torwartmaske). Im Motorsport werden für gewöhnlich spezielle feuerfeste Masken zum Schutz vor Verbrennungen im Falle eines Unfalls getragen.